# Sisyrinchium patagonicum
Sisyrinchium patagonicum là một loài thực vật có hoa trong họ Diên vĩ. Loài này được Phil. ex Baker miêu tả khoa học đầu tiên năm 1892.